# Долотоклювый древолаз
Долотоклювый древолаз (лат. Glyphorynchus spirurus) — вид птиц из семейства печниковых. Выделяют 13 подвидов. Обитает во влажных тропических лесах от юга Мексики до севера Боливии.

## Описание
Долотоклювый древолаз достигает длины 13—16 см и массы от 10,5 до 21 г. Оперение окрашено таким образом, что долотоклювый древолаз может маскироваться на фоне ствола дерева. Клюв короткий, слегка изогнутый. Острые коготки и жёсткие перья хвоста помогают ему перемещаться по стволу и ветвям дерева в поисках пищи. Питается в основном насекомыми и пауками. Птицы предпочитают не создавать стаи, а держаться поодиночке или парой.

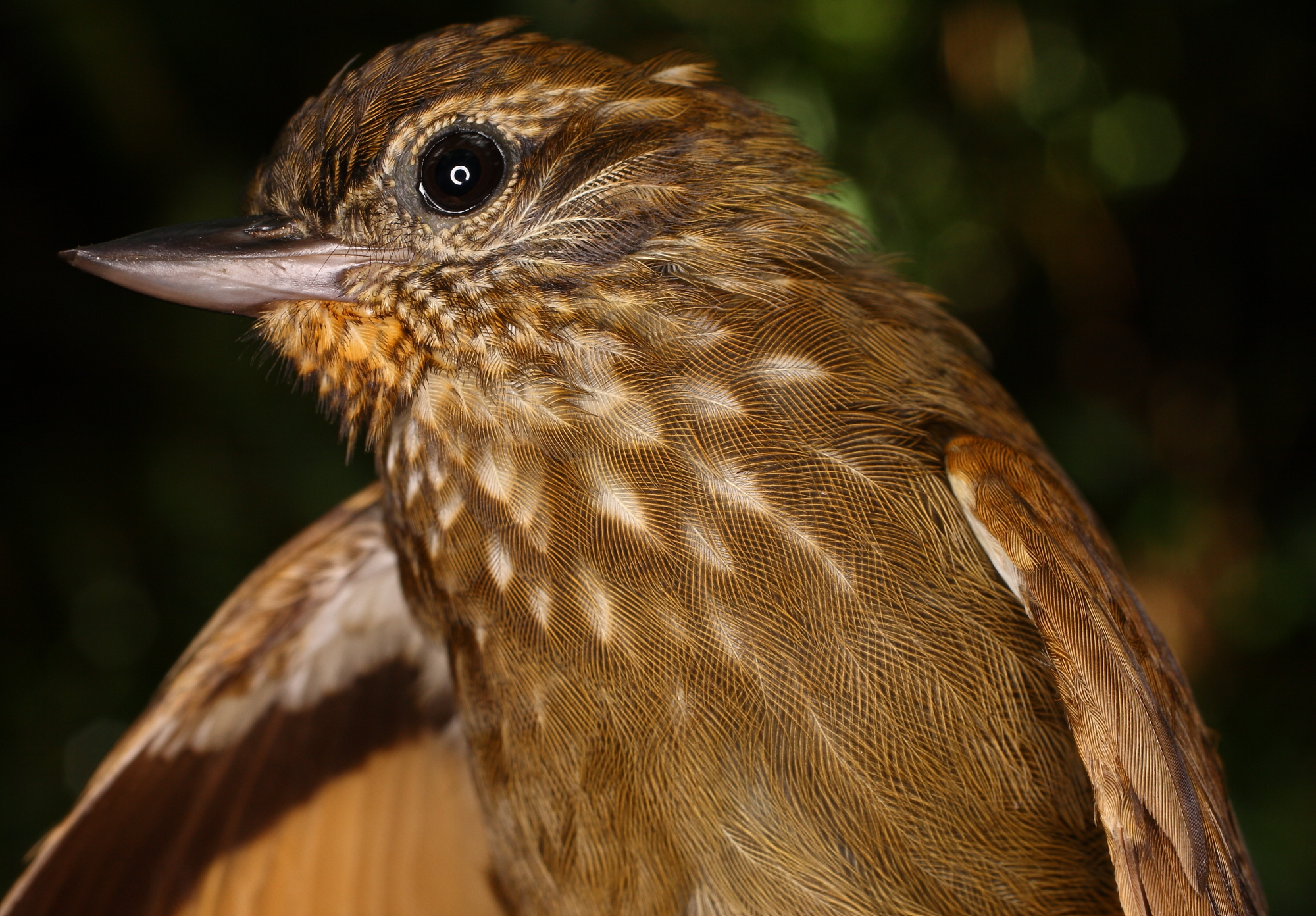